# Nenuial
Nenuial (Sindarijns: Avondschemermeer) is een fictief meer uit In de Ban van de Ring van J.R.R. Tolkien.
Het meer is gelegen in het noorden van Eriador, ongeveer 160 kilometer van de Gouw verwijderd. Van noord naar zuid was het ongeveer 80 kilometer breed en van west naar oost ongeveer 30 kilometer. Het meer werd aan drie kanten omgeven door heuvels, de Emyn Uial. Aan de oostelijke kant, waar deze heuvelrug het meer niet omgaf, ontspringt de rivier de Baranduin. Op de zuidoever van Nenuail lag de oude hoofdstad van Arnor, Annúminas